# Trigger (studio)
Pour les articles homonymes, voir Trigger.
Trigger Inc. (株式会社トリガー, Kabushiki gaisha Torigā), aussi connu sous le nom Studio Trigger, est un studio d'animation japonaise situé à Suginami dans la préfecture de Tokyo, au Japon, fondé en août 2011 par des anciens membres du studio Gainax, Hiroyuki Imaishi et Masahiko Ōtsuka.

## Histoire
Le studio Trigger a été fondé le 22 août 2011 par Hiroyuki Imaishi et Masahiko Ōtsuka, très vite après avoir quitté Gainax. Le nom du studio et le site officiel ont été révélés en octobre 2011. En mars 2013, le studio Trigger sort son premier court-métrage d'animation, Little Witch Academia, et en octobre 2013, sort sa première série d'animation originale, Kill la Kill.
Peu après sa création, Trigger, ainsi que les studios Sanzigen et Ordet, ont rejoint la coentreprise holding Ultra Super Pictures en 2011,; la filiale LIDEN FILMS est créée en février 2012 avec Hiroaki Matsuura, Tetsurō Satomi de Barnum Studio et le producteur Tadao Iwaki.
En 2018, le studio a lancé leur Patreon.

## Productions

### Séries télévisées
| Année | Titre                                  | Dates de 1re diffusion | Dates de 1re diffusion | Nb. éps. | Notes                                                                                          |
| Année | Titre                                  | Début                  | Fin                    | Nb. éps. | Notes                                                                                          |
| ----- | -------------------------------------- | ---------------------- | ---------------------- | -------- | ---------------------------------------------------------------------------------------------- |
| 2013  | Kill la Kill                           | 9 octobre 2013         | 26 mars 2014           | 25       | Projet original.                                                                               |
| 2014  | Inō-Battle wa nichijō-kei no naka de   | 9 octobre 2014         | 26 décembre 2014       | 12       | Basée sur la série de light novel écrite par Kota Nozomi et illustrée par 029.                 |
| 2016  | Uchū Patrol Luluco                     | 1er avril 2016         | 24 juin 2016           | 13       | Projet original.                                                                               |
| 2016  | Kiznaiver                              | 9 avril 2016           | 25 juin 2016           | 12       | Projet original.                                                                               |
| 2017  | Little Witch Academia                  | 9 janvier 2017         | 26 juin 2017           | 25       | Une série télévisée basée sur le court métrage Little Witch Academia.                          |
| 2018  | Darling in the Franxx                  | 13 janvier 2018        | 7 juillet 2018         | 24       | Projet original coproduit avec CloverWorks (A-1 Pictures).                                     |
| 2018  | SSSS.Gridman                           | 7 octobre 2018         | 23 décembre 2018       | 12       | En lien avec la série de tokusatsu Gridman the Hyper Agent (en) de Tsurubaya Productions (en). |
| 2020  | BNA: Brand New Animal                  | 9 avril 2020           | 25 juin 2020           | 12       | Projet original.                                                                               |
| 2021  | SSSS.Dynazenon (en)                    | 2 avril 2021           | 18 juin 2021           | 12       | Également en lien avec la série de tokusatsu Gridman the Hyper Agent de Tsurubaya Productions. |
| 2024  | Gloutons et Dragons                    | 4 janvier 2024         | 13 juin 2024           | 24       | Basée sur le manga de Ryōko Kui.                                                               |
| 2025  | New PANTY and STOCKING with GARTERBELT | 10 juillet 2025        | ?                      | ?        | Suite du projet original de GAINAX                                                             |

### ONA
| Année | Titre                       | Dates de 1re diffusion | Dates de 1re diffusion | Nb. éps.       | Notes |
| Année | Titre                       | Début                  | Fin                    | Nb. éps.       | Notes |
| ----- | --------------------------- | ---------------------- | ---------------------- | -------------- | --- |
| 2012  | Inferno Cop (en)            | 15 décembre 2012       | 24 mars 2013           | 12             | Projet original de courts épisodes diffusés sur YouTube. |
| 2013  | Turning Girls               | 18 juin 2013           | 30 juillet 2013        | 7              | Projet original diffusé sur YouTube. |
| 2015  | Ninja Slayer From Animation | 16 avril 2015          | 8 octobre 2015         | 26             | Basée sur la série de romans écrite par Bradley Bond et Philip "Ninj@" Morzez. |
| 2021  | Star Wars: Visions          | 22 septembre 2021      | 22 septembre 2021      | 9 (2 réalisés) | Série dérivée de la saga Star Wars ; réalisé par Science Saru, Kinema Citrus, Trigger, Colorido, Geno Studio, Kamikaze Douga et Production I.G. Les épisodes réalisés par Trigger sont Les Jumeaux et L'Ancien. |
| 2022  | Cyberpunk: Edgerunners      | 13 septembre 2022      | 13 septembre 2022      | 10             | Série Netflix en lien avec le jeu vidéo Cyberpunk 2077 de CD Projekt Red,. |

### Films
| Année | Titre                                       | Date de sortie | Notes                                                           |
| ----- | ------------------------------------------- | -------------- | --------------------------------------------------------------- |
| 2013  | Little Witch Academia                       | 2 mars 2013    | Court-métrage réalisé et projeté à l'occasion de l'Anime Mirai. |
| 2015  | Little Witch Academia: The Enchanted Parade | 9 octobre 2015 | Court-métrage partiellement financé avec Kickstarter.           |
| 2019  | Promare                                     | 24 mai 2019    | Coproduction avec XFLAG et Sanzigen.                            |
| 2023  | Gridman Universe                            | 24 mars 2023   |                                                                 |

### Autres
- The Idolmaster (26 épisodes) (juillet 2011 - juin 2012) - Animation de l'épisode 17[21]
- Project X Zone (octobre 2012) - Animation du générique d'ouverture[22]
- Toy Story : Hors du temps (décembre 2014) - Bonus du DVD, générique d'ouverture de la fausse série "Battlesaurs"
- Little Witch Academia: Chamber of Time (30 novembre 2017)
- Kill la Kill the Game: IF (25 juillet 2019)[23]
- Gloutons et Dragons (5 septembre 2019) - Spot publicitaire[24]
- Indivisible (20 septembre 2019) - Animation du générique d'ouverture[25]
- Shantae and the Seven Sirens (2019)[26]
- Little Witch Academia: VR Broom Racing (juin 2020)
- Star Wars: Visions (2021) - Production de l'épisode 3 et 7.
- L'introduction vidéo du jeu Omega Strikers. L'animation fait aussi office de clip pour la chanson "Go Strike!"
- Le Clip "Chocolat Cadabra" de la chanteuse japonaise Ado (2024)